# Christmas Wish
Christmas Wish è un album in studio di musica natalizia della cantante britannico-australiana Olivia Newton-John, pubblicato nel 2007.

## Tracce
1. O Come, All Ye Faithful – 4:53
2. Angels We Have Heard on High (Interlude) – 1:13
3. Every Time It Snows (featuring Jon Secada) – 3:52
4. Away in a Manger (Interlude) – 1:12
5. We Three Kings – 4:46
6. The First Noel (Interlude) – 1:10
7. Mother's Christmas Wish (featuring Jim Brickman) – 4:59
8. Jesu, Joy of Man's Desiring (Interlude) – 1:22
9. Angels in the Snow – 3:18
10. What Child Is This? (Interlude) (featuring Pavlo) – 1:28
11. Silent Night (featuring Jann Arden) – 4:56
12. O Come, O Come, Emmanuel (Interlude) – 1:30
13. All Through the Night (featuring Michael McDonald) – 3:39
14. The Little Drummer Boy (Interlude) – 1:03
15. Underneath the Same Sky – 3:12
16. O Christmas Tree (Interlude) – 1:33
17. Little Star of Bethlehem – 4:41
18. Deck the Halls (Interlude) – 0:57
19. Instrument of Peace (featuring Marc Jordan) – 3:12
20. We Wish You a Merry Christmas (Interlude) – 1:40
21. Christmas on My Radio – 3:53
22. A Gift of Love (featuring Barry Manilow) – 2:30

- Target 2008 reissue bonus track

1. In the Bleak Midwinter – 5:13